# Condado de Chojnice
Nota linguística: Não confundir hrabstwo (condado) com powiat (divisão administrativa)..
Condado de Chojnice (polaco: powiat chojnicki) é um powiat (condado) da Polónia, na voivodia de Pomerânia. A sede do condado é a cidade de Chojnice. Estende-se por uma área de 1364,25 km², com 91 128 habitantes, segundo os censos de 2005, com uma densidade 66,8 hab/km².

## Divisões admistrativas
O condado possui:
Comunas urbanas: Chojnice
Comunas urbana-rurais: Brusy, Czersk
Comunas rurais: Chojnice, Konarzyny
Cidades: Chojnice, Brusy, Czersk

## Demografia
População (dados de 30 de Junho de 2005):
|          | Total   | Total | Mulheres | Mulheres | Homens  | Homens |
| -------- | ------- | ----- | -------- | -------- | ------- | ------ |
|          | pessoas | %     | pessoas  | %        | pessoas | %      |
| Total    | 91 128  | 100   | 46 329   | 50,8     | 44 799  | 49,2   |
| Cidades  | 53 820  | 100   | 27 847   | 51,7     | 25 973  | 48,3   |
| Povoados | 37 308  | 100   | 18 482   | 49,5     | 18 826  | 50,5   |